# Estação Ferroviária de Verride

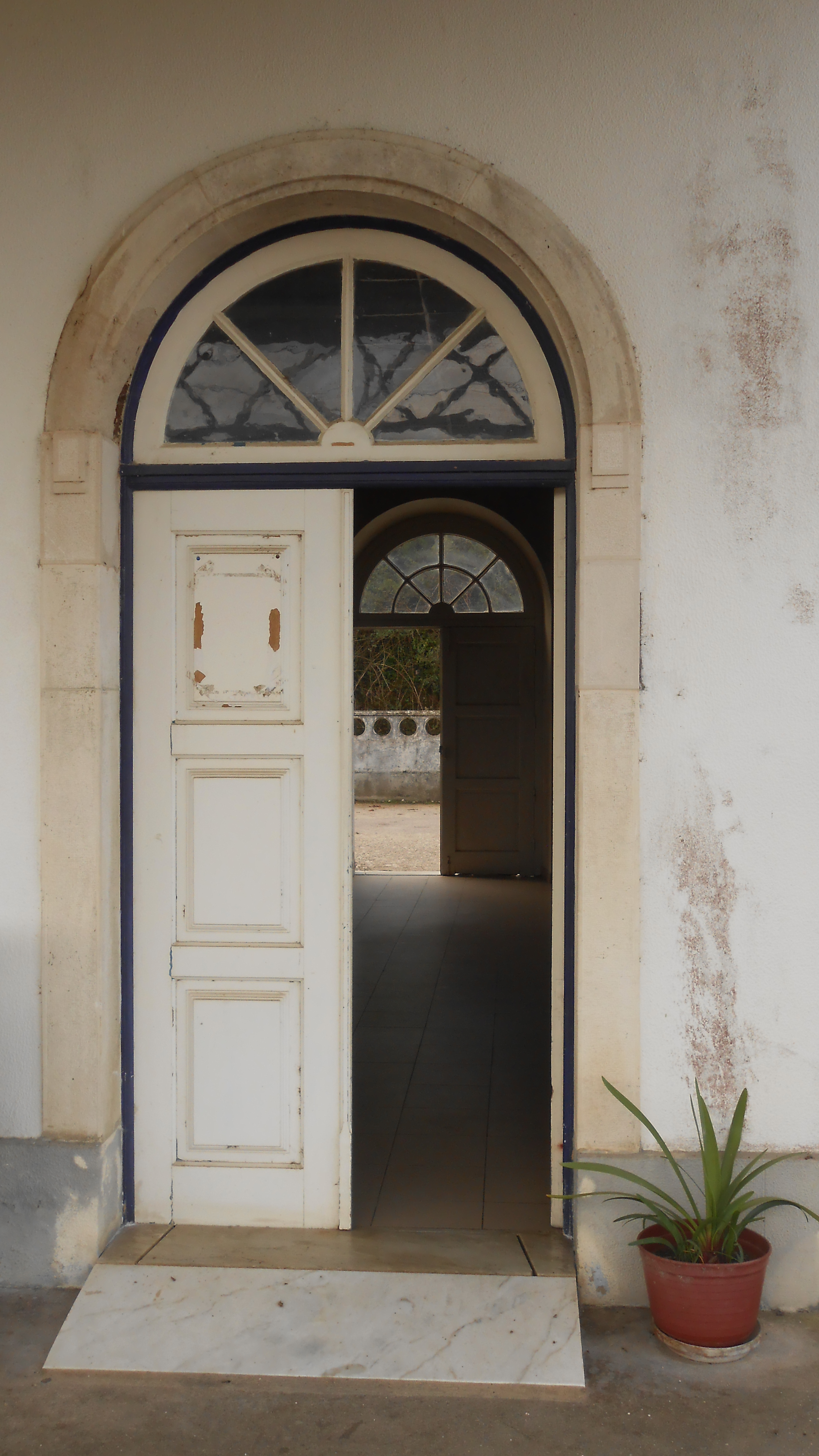
Pormenor da estação de Verride, em 2016.

A Estação ferroviária de Verride é uma interface do Ramal de Alfarelos, que serve a localidade de Verride, no Distrito de Coimbra, em Portugal.

## Descrição

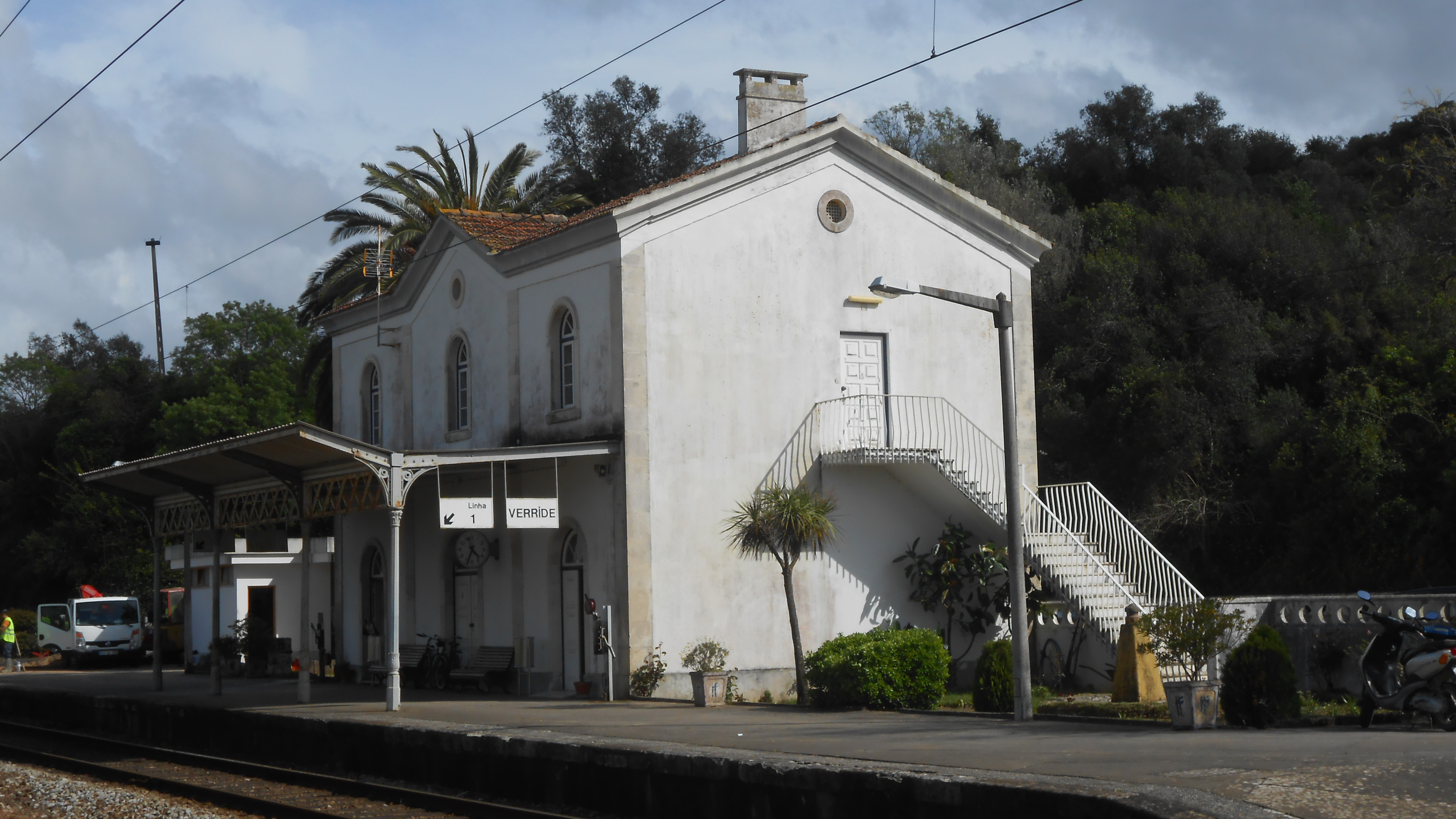
Aspeto do das instalações, em 2013.

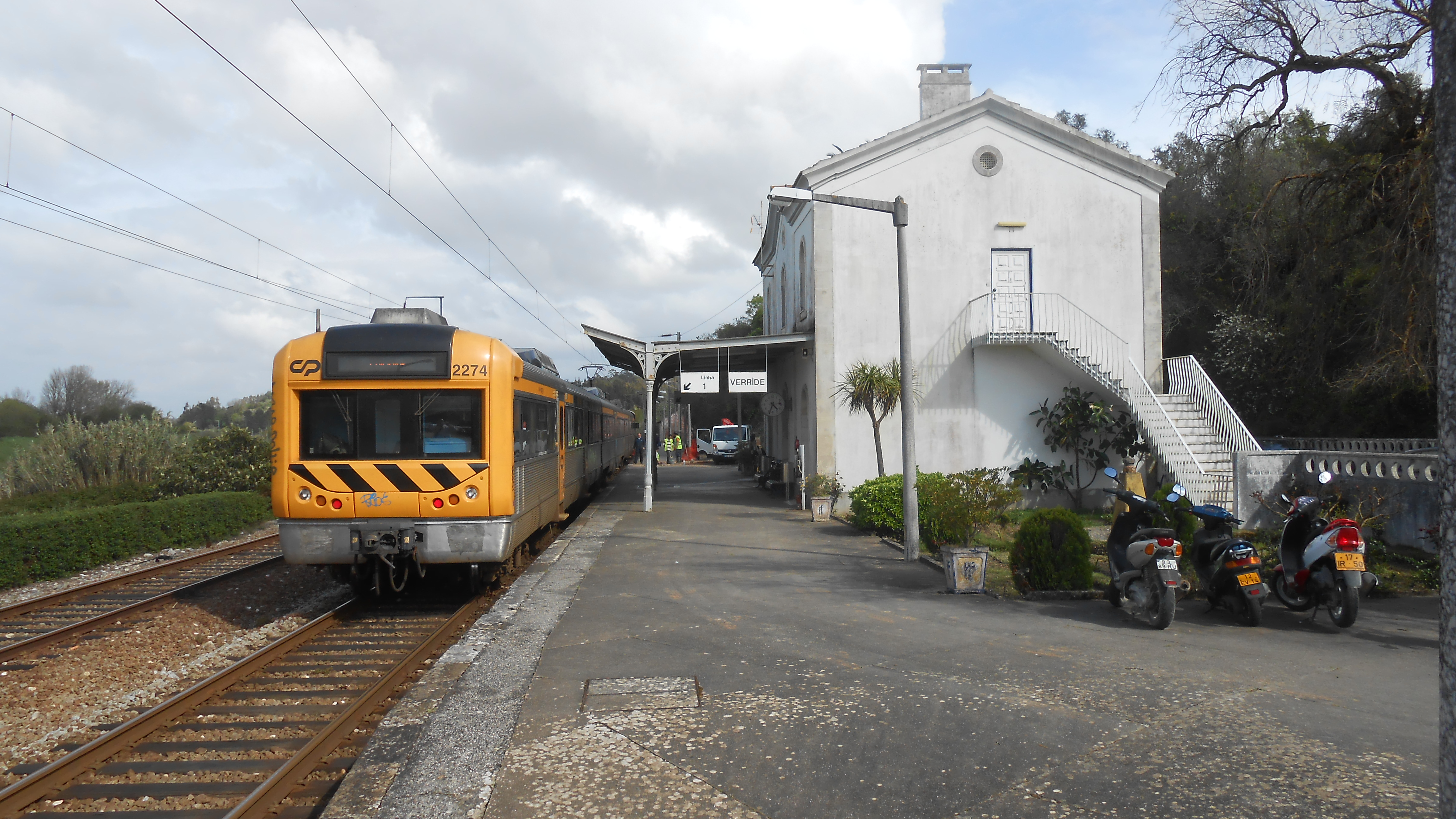
Serviço urbano em Verride, em 2013.

### Localização e acessos
Esta interface situa-se junto à localidade de Verride, podendo ser acedida pela Rua da Estação.

### Infraestrutura
Esta interface apresenta quatro vias de circulação, identificadas como I, II, IIA, e II+IIA, com comprimentos entre 521 e 94 m, as duas primeiras acessíveis por plataformas de 150 m de comprimento e alturas de 60 e 80 cm, espetivamente; existe ainda uma via secundária, identificada como III, com comprimento de 119 m que está eletrificada apenas num quarto desta extensão.

### Serviços
Em dados de 2022, esta interface é servida por comboios de passageiros da C.P. de tipo suburbano, tipicamente com quinze circulações diárias em cada sentido, entre Coimbra e Figueira da Foz.

## História
Esta interface situa-se no lanço do Ramal de Alfarelos entre Amieira e Alfarelos, que entrou ao serviço a 8 de Junho de 1889.
Em Janeiro de 2011, possuía duas vias de circulação, ambas com 500 m de comprimento; as plataformas tinham ambas 155 m de extensão, tendo uma 60 cm de altura, e a outra, cerca de 80 cm — valores mais tarde alterados para os atuais.

Em 2021 estava prevista para breve a duplicação da linha no troço Verride-Marujal.:103